# Brezje pri Dovškem
Brezje pri Dovškem este o localitate din comuna Krško, Slovenia, cu o populație de 105 locuitori.